# Hamakita-ku
Hamakita (浜北区, Hamakita-ku) était l'un des sept arrondissements de la ville de Hamamatsu au Japon. Il était situé à l'est de la ville.

## Démographie
L'arrondissement occupe 66,50 km2 pour une population de 96 500 habitants (au 1er juin 2016) soit une densité de population de 1 450 habitant/km2.

## Histoire
L’arrondissement a été créé en 2007 quand Hamamatsu est devenu une ville désignée par ordonnance gouvernementale. Il correspond à l’ancienne ville de Hamakita qui a fusionné avec Hamamatsu en 2005. Le 1er janvier 2024, il est intégré dans le nouvel arrondissement de Hamana-ku.

## Transports publics
L'arrondissement est desservi par la ligne Enshū Railway de la compagnie privée Entetsu et par la ligne Tenryū Hamanako de la compagnie privée Tenhama.